# Wimbledon 1996
Wielkoszlemowy turniej tenisowy Wimbledon w 1996 rozegrano w dniach 24 czerwca – 7 lipca, na kortach londyńskiego All England Lawn Tennis and Croquet Club.

## Turnieje seniorskie

### Gra pojedyncza mężczyzn
Richard Krajicek (NED) – MaliVai Washington (USA) 6-3, 6-4, 6-3

### Gra pojedyncza kobiet
Steffi Graf (GER) – Arantxa Sánchez Vicario (ESP) 6-3, 7-5

### Gra podwójna mężczyzn
Todd Woodbridge / Mark Woodforde (AUS) – Byron Black (ZIM) / Grant Connell (CAN) 4-6, 6-1, 6-3, 6-2

### Gra podwójna kobiet
Martina Hingis (SUI) / Helena Suková (CZE) – Meredith McGrath (USA) / Łarysa Neiland (LAT) 5-7, 7-5, 6-1

### Gra mieszana
Cyril Suk / Helena Suková (CZE) – Mark Woodforde (AUS) / Łarysa Neiland (LAT), 1-6, 6-3, 6-2

## Turnieje juniorskie

### Gra pojedyncza chłopców
Uładzimir Wałczkou (BLR) – Ivan Ljubičić (CRO) 3-6, 6-2, 6-3

### Gra pojedyncza dziewcząt
Amélie Mauresmo (FRA) – Magüi Serna (ESP) 4-6, 6-3, 6-4